# Radu Nunweiller
Radu Nunweiller (Bucarest, 16 de novembre de 1944) fou un futbolista romanès de la dècada de 1960 i entrenador.
Destacà com a futbolista al Dinamo Bucureşti i a la selecció romanesa de futbol. Destacà com a entrenador a Suïssa.
El seu germà Constantin fou jugador de waterpolo i Dumitru, Lică, Victor, Ion i Eduard foren futbolistes.

## Palmarès

### Jugador
Dinamo București
- Lliga romanesa de futbol (5): 1963-64, 1964-65, 1970-71, 1972-73, 1974-75
- Copa romanesa de futbol (2): 1963-64, 1967-68

### Entrenador
FC Lausanne-Sport
- Copa suïssa de futbol (1): 1998

Yverdon-Sport
- Segona divisió suïssa (1): 2004-05